# Barahna myall
Barahna myall là một loài nhện trong họ Stiphidiidae.
Loài này thuộc chi Barahna. Barahna myall được V. T. Davies miêu tả năm 2003.